# Doppelherz
Doppelherz (рус. Доппельгерц) — торговая марка биологически активных добавок, принадлежащая немецкой фармацевтической компании Queisser Pharma.
В основном, продукция Doppelherz производится во Фленсбурге и продаётся в более, чем 60 странах мира. В ассортимент бренда входят безрецептурные растительные препараты и медицинские инструменты. Они продаются в аптеках и розничных продуктовых магазинах.

## История
Тоник Doppelherz впервые был создан в 1919 году эссенским аптекарем Йозефом Петером Хеннесом, а его продажи начались в 1921 году.
Первоначально товар продавался под словесным знаком «Doppelherz» заглавными буквами, дополненными стилизованным изображением медсестры, держащей красное и чёрное сердца. Развитие бренда началось после Второй мировой войны. До 1950-х годов тоник продавался в стеклянных бутылках с обёрнутой распечатанной бумажной обёрткой, а позже — в стеклянных бутылках с клейкими этикетками.
Компания Doppelherz Chemische Fabrik J. P. Hennes GmbH, основанная Хеннесом для сбыта продукции Doppelherz, оставалась семейным предприятием до 1976 года. В 1975 году оборот Doppelherz составил 35 миллионов немецких марок. В 1976 году единственная владелица Клэр Хеннес, невестка ушедшего на пенсию по возрасту Йозефа Петера Хеннеса, продала Doppelherz фленсбургской алкогольной компании Hermann G. Dethleffsen (ныне HGDF Familienholding). С 1978 года гамбургская компания Queisser Pharma, которая производит зубную пасту Kaliklora и адгезивные крема Protefix, также входила в состав Dethleffsen Group, а бренд Doppelherz был объединён с Queisser Pharma.
Слоганы Doppelherz «Darauf kann man nicht verzichten» (1950), «Stärkt Kreislauf, Nerven und Ihr Herz» (1973) и «Die Kraft der zwei Herzen» (1980) получили признание в Германии. С 1982 года издаются телевизионные рекламные ролики препаратов Doppelherz.
В 1987 году компания Queisser Pharma перенесла штаб-квартиру и производственные линии Doppelherz во Фленсбург, на бывшую производственную площадку Hansen Rum. В то время тоник Doppelherz являлся самым продаваемым продуктом Queisser Pharma и, с долей рынка в 20%, вторым по значимости брендом на немецком рынке тоников. В 1987 году компания Handelsblatt оценила бренд Doppelherz в 130 миллионов немецких марок.
С 1990-х годов препараты Doppelherz экспортировались в Польшу, Россию, Румынию, Болгарию и страны Балтии. Первая дочерняя компания Queisser в России была основана в 2007 году, а примерно в 2010 году препараты Doppelherz начали продаваться в странах Азии, Южной Америки и Африки.
В конце 1980-х годов компания Queisser Pharma начала с первого расширения ассортимента Doppelherz, первоначально с помощью препаратов чеснока и витамина Е, а также версии тоника без сахара и спирта («Vital Tonikum N»). С 1999 года расширенный ассортимент пищевых добавок был объединён под названием «Doppelherz Aktiv». В 2002 году линейка «Active» насчитывала 18 продуктов. С 2006 года выпускается ряд эксклюзивных аптечных продуктов с системой «Doppelherz».